# Hubert Noel
Hubert Noel (Seraing, 16 gennaio 1891 – Meise, 18 settembre 1966) è stato un ciclista su strada belga.

## Carriera
Corse per la Royal Salorea, e fu professionista dal 1910 al 1923, conta la vittoria di un Grand Prix Francois Faber, nonché numerosi piazzamenti alla Liegi-Bastogne-Liegi e al Giro delle Fiandre.

## Palmarès
- 1911

Binche-Cimai-Binche
- 1919
- Grand Prix Francois Faber
- 1920

Giro di Gand

## Piazzamenti

### Grandi Giri
- Tour de France

1912: ritirato
1913: ritirato

### Classiche monumento
- Giro delle Fiandre

1913: 5º
1914: 17º
1922: 5º
- Parigi-Roubaix

1912: 58º
1919: 19º
1919: 74º
- Liegi-Bastogne-Liegi

1912: 14º
1912: 18º
1913: 3º
1921: 7º
1922: 5º